# Прирічний сільський округ (Жанасемейський район)
Прирі́чний сільський округ (каз. Приречное ауылдық округі, рос. Приречный сельский округ) — адміністративна одиниця у складі Жанасемейського району Абайської області Казахстану. Адміністративний центр — село Прирічне.
Населення — 2205 осіб (2021; 2625 у 2009, 2334 у 1999, 2417 у 1989).
Станом на 1989 рік існувала Прирічна сільська рада (Гранітне, Лівобережне, Прирічне, селище Шоптигак), село Муздибай перебувало у складі Озерської сільради колишнього Жанасемейського району.

## Склад
До складу округу входять такі населені пункти:
| Населений пункт               | Старі назви | Населення, осіб (1989) | Населення, осіб (1999) | Населення, осіб (2009) | Населення, осіб (2021) |
| ----------------------------- | ----------- | ---------------------- | ---------------------- | ---------------------- | ---------------------- |
| Гранітне, село                | -           | 418                    | 262                    | 298                    | 248                    |
| Жаркин, село                  | Лівобережне | 638                    | 602                    | 653                    | 579                    |
| Муздибай, село                | -           | 153                    | 210                    | 232                    | 222                    |
| --Култобе, село               | -           | -                      | -                      | 36                     | 28                     |
| Прирічне, село                | -           | 1086                   | 1117                   | 1275                   | 1002                   |
| --Роз'їзд 1, станційне селище | -           | -                      | -                      | 28                     | 23                     |
| Шоптигак, село                | -           | 122                    | 143                    | 103                    | 103                    |